# Ocalić miasto
Ocalić miasto – polski film wojenny z 1976 roku opowiadający o wyzwoleniu Krakowa w 1945 roku. Inspiracją do nakręcenia filmu były dokonania zwiadowczo-dywersyjne grup Aleksieja Botiana i Jewgienija Beriezniaka.

## Obsada
- Teresa Budzisz-Krzyżanowska – Jadwiga Nowacka
- Jan Krzyżanowski – Marian Nowacki, mąż Jadwigi
- Jacek Miśkiewicz – Janek, syn Nowackich
- Aleksandr Bielawski – kapitan Siemionow
- Nina Masłowa – Masza
- Kirył Arbuzow – Sieroża
- Siergiej Poleżajew(inne języki) – Iwan Koniew, dowódca 1 Frontu Ukraińskiego
- Oleg Mokszancew(inne języki) – generał Iwan Korownikow, dowódca 59-ej Armii
- Henryk Bista – „Sztych”, kapitan AK
- Marian Cebulski – komunista „Kania” prowadzący podsłuch Niemców
- Stanisław Chmieloch – „Malarz”, żołnierz AK
- Witold Dębicki – „Skorpion”, żołnierz AK
- Jerzy Duszyński – Hans Frank, generalny gubernator
- Barbara Bosak
- Andrzej Buszewicz – żołnierz AK
- Ewa Ciepiela – żona Krugera
- Zbigniew Kryński – komunista Kazimierz Pawlak
- Jerzy Sagan – kanalarz Migura, komunista
- Janusz Sykutera – oficer dowodzący obławą na radzieckich spadochroniarzy
- Jerzy Tkaczyk – inżynier Hans Kruger
- Wojciech Ziętarski – „Łysy”, major AK
- Herbert Sievers(inne języki) – generał Josef Harpe
- Szafkat Gaziew
- Włodzimierz Koziełkow
- Witalij Komisarow
- Wiktor Uralski
- Georgij Sovczis(inne języki)
- Herbert Ambach
- Klaus Gehrke
- Heinrich Schramm
- Jan Spitzer
- Wiktor Szulgin
- Antonina Barczewska
- Jerzy Braszka – żołnierz AK
- Marek Chodorowski
- Mikołaj Grabowski
- Zbigniew Hellebrand
- Tadeusz Huk – adiutant gubernatora Hansa Franka
- Julian Jabczyński
- Rajmund Jarosz
- Renata Kretówna – Renia, łączniczka AK
- Zbigniew Korepta – oficer niemiecki w kanałach
- Tadeusz Kunikowski
- Halina Kuźniakówna
- Leszek Kubanek – kanalarz Karpiel
- Aleksander Mikołajczak – kanalarz Wodowiak
- Romuald Michalewski
- Józef Onyszkiewicz – tajniak niemiecki pilnujący na targu Siemionowa
- Dominika Stec
- Antoni Żukowski – żołnierz AK w elektrowni
- Jerzy Fedorowicz – pracownik poczty stemplujący listy
- Jerzy Kryszak – ksiądz w podziemiach
- Hugo Krzyski – wysoki oficer niemiecki
- Marcin Sosnowski – Niemiec wynoszący obrazy